# Leyenda del lago de Sanabria

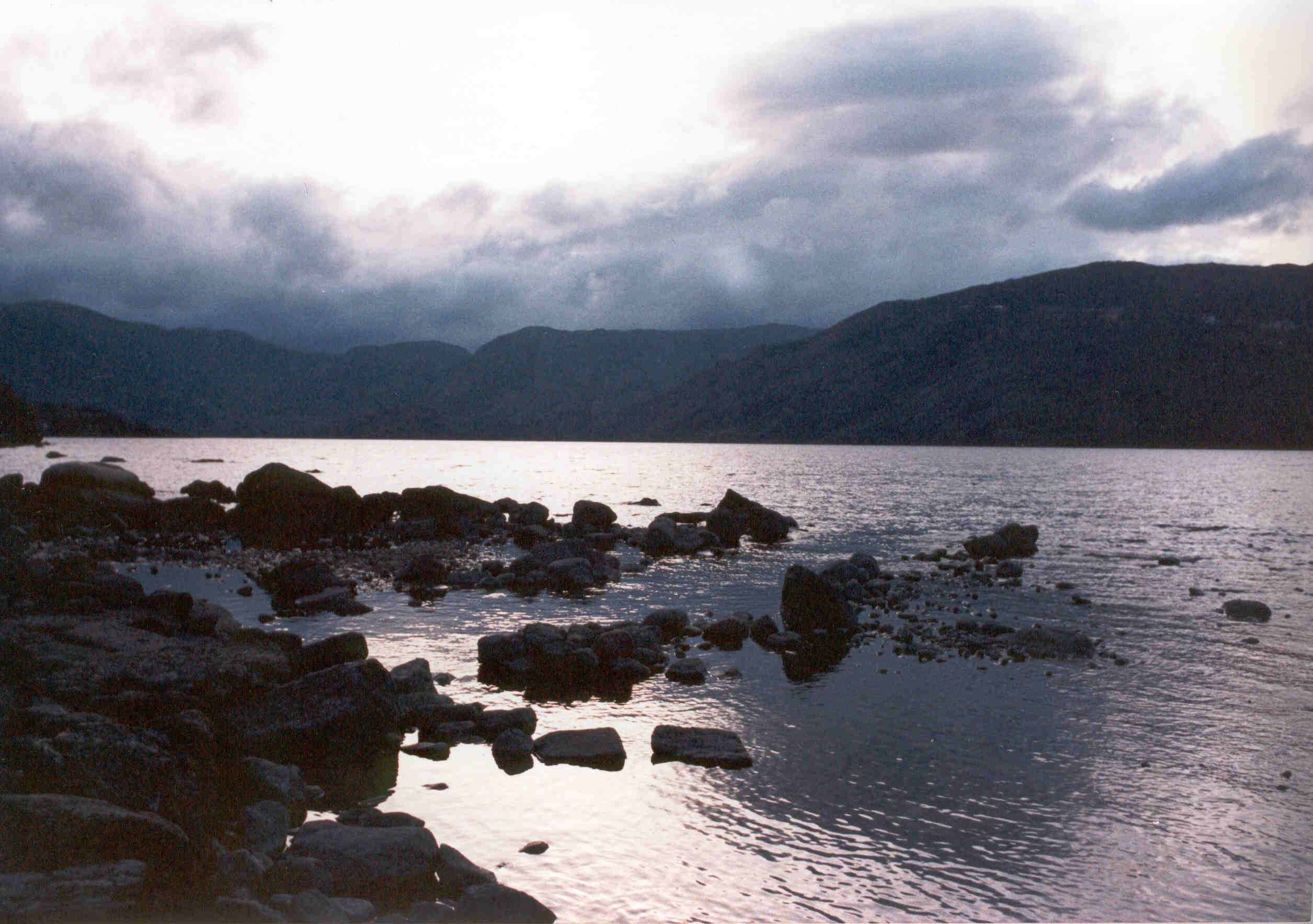
Lago de Sanabria.

La leyenda del Lago es una narración española, originaria de la zamorana comarca de Sanabria, que nos relata cómo surgió el lago de Sanabria.
Sanabria es tierra de leyendas e historias fantásticas, donde las "meigas", los conjuros, el mal de ojo y el "llobu" tienen un papel protagonista.

## Leyenda
Una de las leyendas más famosas, quizás por ser premonitoria de la catástrofe ocurrida en Ribadelago, es la que narra el origen del Lago. Cuentan que un buen día llegó a la aldea de Valverde de Lucerna un peregrino pidiendo limosna. Nadie lo atendió, salvo unas mujeres panaderas que estaban cociendo pan en el horno de este pueblo. Ellas se apiadaron de él, y lo dejaron entrar en la sala del horno para que pudiera guarecerse del intenso frío y saciar su hambre con algo más de masa que pusieron en el horno. La masa que introdujeron en el horno creció tanto que finalmente el pan se salió del horno y las mujeres, sorprendidas ante este hecho, escucharon de boca del peregrino, que resultó ser Jesucristo, el castigo que iba a implantar al pueblo ante su falta de caridad: inundaría la aldea, por lo que debían de huir de sus casas para refugiarse en el monte. Seguidamente el hombre clavó su bastón en el suelo diciendo:
| "Aquí clavo mi bastón aquí salga un gargallón aquí cavo mi ferrete que salga un gargallete." |

El agua brotó a borbotones anegando el pueblo de Valverde, salvándose de las aguas tan solo el horno, que conforma hoy en día la pequeña isla que hay en el Lago. 
Sigue contando la leyenda que los vecinos de los alrededores quisieron sacar las dos campanas de la iglesia hundida, empleando para ello a dos jatos que estuvieran bien alimentados. Sin embargo, a uno de ellos le había ordeñado a la madre y no había podido mamar, derramándose parte de la leche ordeñada por el lomo del animal. Este finalmente no pudo sacar la campana del fondo del Lago y el bien alimentado le decía:
| "Tira buey bragau que la leche quí ordeñarum por el llomu le fue echau Ven aquí bragau. -No puedo, quíestoy ordeñau, le contestó" |

La campana que se hundía le decía a la otra que salía:
| "Tu te vas, Verdosa, yo me quedo Bamba y hasta el fin del mundo no seré sacada" |

Y esta es la campana que los hombres de bien pueden oír repicar desde el fondo de las aguas la noche de San Juan.

## Orígenes de la Leyenda
En realidad, el origen de la leyenda puede buscarse en el año 1109, cuando un monje de la región francesa de Poitou llamado Aymeric Picaud, inició un viaje con el objetivo de acompañar al pontífice Calixto, Guido de Borgoña, en la peregrinación que este iba a realizar a Santiago de Compostela. Al terminar el viaje, el monje Aymerico escribió un manuscrito en el que narraba las vicisitudes del viaje y que denominó el Liber Sancti Iacobi. El libro se hizo famoso y fue conocido en toda Europa con el nombre de Codex Calixtinus, y pasó a convertirse en una suerte de guía para viajeros a Compostela durante la Edad Media. 
En el cuarto libro del Códice, conocido como el Pseudo Turpín (ya que Picaud atribuyó su autoría a Turpin, obispo de Reims en el siglo VIII), se cuentan las legendarias hazañas de Carlomagno en Hispania. Allí se dice que el Emperador sometió a más de cien ciudades en la península, de las que sólo tres opusieron una feroz resistencia, por lo que Carlomagno no sólo las destruyó al conquistarlas, sino que las maldijo, para que quedaran para siempre reducidas a ruinas. Dos de estas tres ciudades, Capparria (parece ser que la actual Ventas de Caparra, en la provincia de Cáceres) y Adania (parece ser que Idaña La Vieja, en Portugal), ya estaban en ruinas cuando Picaud compuso el texto; sin embargo es la tercera, Lucerna Ventosa, la que más interesa ya que es la que acabará dando el nombre a la ciudad legendaria sumergida en el Lago de Sanabria.
Según la historia que se narra en el Pseudo Turpín, cuando el Emperador ruega a Dios para que le entregue la ciudad, los muros de Lucerna se caen y del suelo empieza a brotar un sucio torbellino de agua que inunda la ciudad, convirtiendo el lugar en un estanque de aguas turbias en las que nadan grandes peces negros. No sabemos bien ni donde se encontraba aquella legendaria ciudad, ni en qué ubicación estaba pensando Picaud cuando escribió el texto. En la actualidad, existe acuerdo entre los autores que más han estudiado la obra de Picaud en considerar que la ciudad estaba ubicada en la tierra del Bierzo, en la actual provincia de León, en el Camino de Santiago. Según esta hipótesis, el lago de la leyenda es el lago de Carucedo, originado cerca de las minas romanas de las Médulas, lago que se habría formado tras la destrucción de Lucerna, que se identifica con el Castro de Ventosa. Hasta aquí, la leyenda vinculada al Camino de Santiago.
Picaud pudo ponerle el nombre de Lucerna al pueblo por la localidad suiza del mismo nombre. Se trata de una ciudad que en la Edad Media se vinculaba como morada del cuerpo de Poncio Pilatos, el gobernador romano de Judea que no hizo nada por evitar la muerte de Cristo. En la Edad Media una leyenda aseguraba que esta Lucerna era en realidad una ciudad nueva que se había edificado junto a un lago en los que se hallaba una ciudad sumergida y destruida por Carlomagno al negarse a rendirse. Probablemente Picaud, nuestro monje, conocía la leyenda de Lucerna suiza y la transcribió para su obra referida a la península ibérica.
El paso que faltaba por dar, es decir, la llegada de Lucerna a Sanabria, está relacionado con la comunicación que hubo sin duda entre los monjes cistercienses del Monasterio de Carracedo, fundado en el siglo X, y al que pertenecía el Lago de Carucedo, con los monjes, también cistercienses, del Monasterio de San Martín de Castañeda, dueños del lago de Sanabria. En algún momento, alguno de los monjes llevó la historia de un lago a otro. Y si allí, en el lago berciano, se hablaba de una maldición, aquí la historia cobraba un matiz religioso al asegurarse que fue Dios, en forma de peregrino, quien destruyó el pueblo ante la avaricia y falta de caridad de sus vecinos.

## Unamuno y Valverde de Lucerna

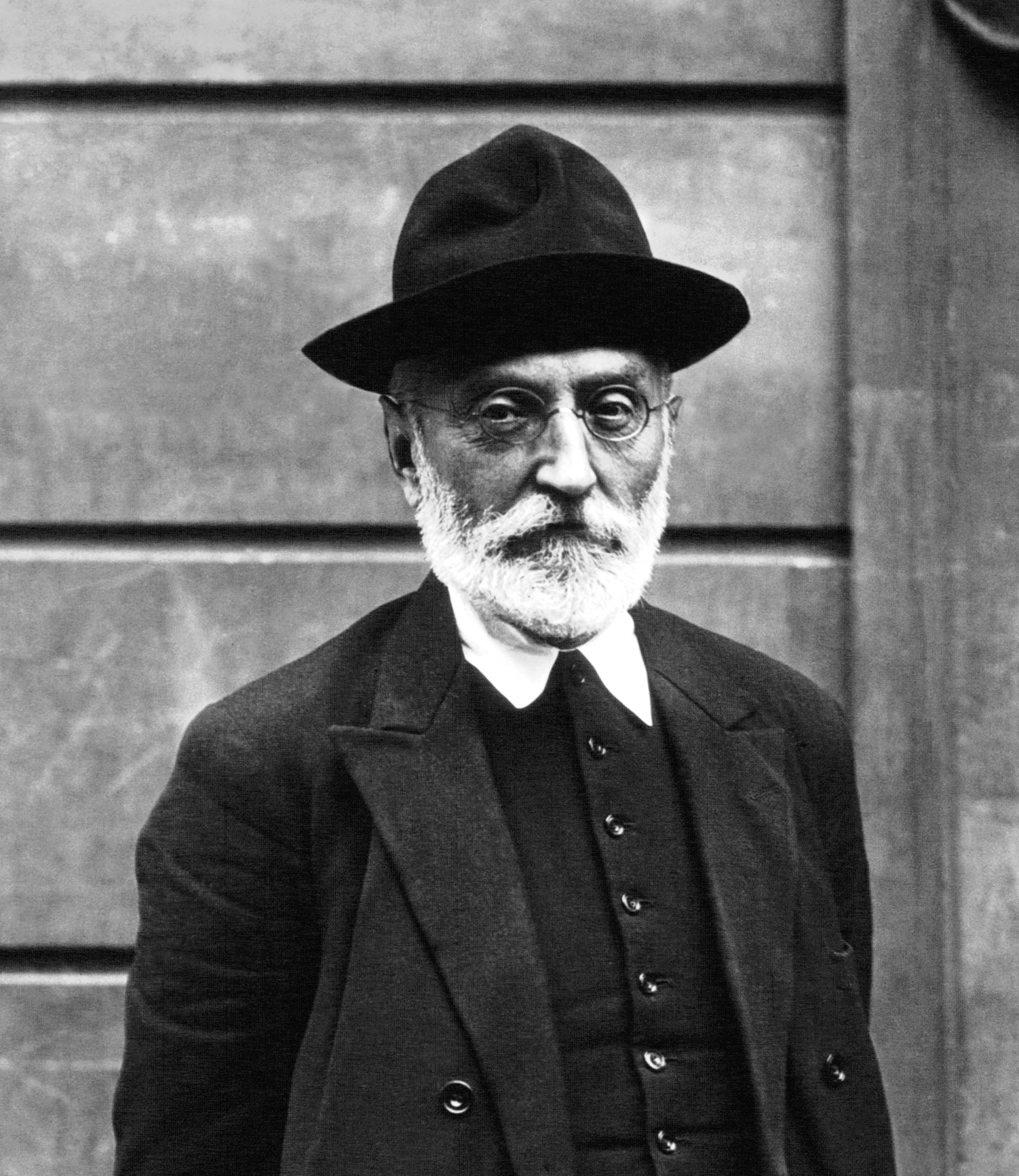
Miguel de Unamuno en 1925.

La medieval y bella leyenda tejida en torno al lago de Sanabria, fue elevada a la categoría de literaria en la novela que Miguel de Unamuno tituló "San Manuel Bueno, mártir" (1930), y en la que el catedrático de la Universidad de Salamanca convirtió el nombre del ya de por sí legendario pueblo en Valverde de Lucerna:
| "Campanario sumergido de Valverde de Lucerna toque de agonía eterna bajo el agua del olvido..." |